# نمط كيميائي

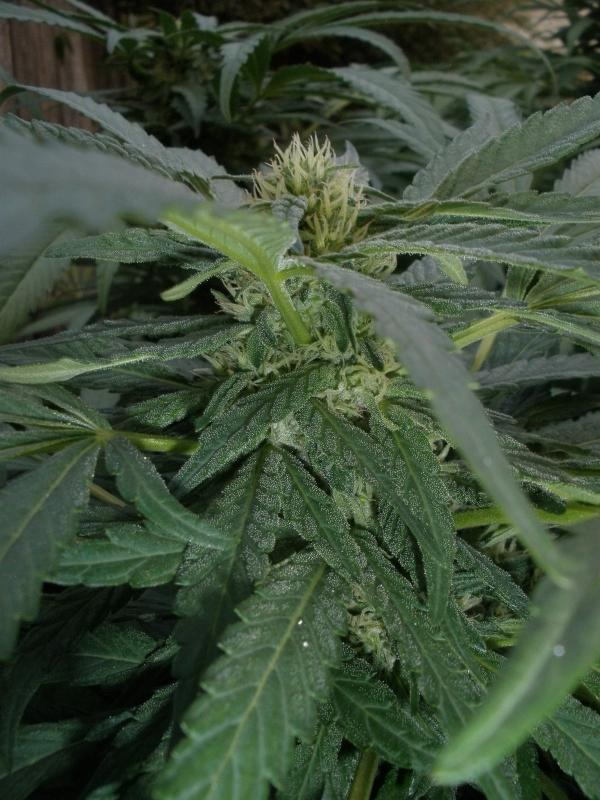

النمط الكيميائي (يطلق عليه أحيانًا تشيموفار) هو كيان كيميائي مميز في النبات أو الكائن الحي، مع وجود اختلافات في تكوين المستقلبات الثانوية. قد تتسبب التغيرات الجينية والمتوالية مع تأثير ضئيل وبدون تأثير على المورفولوجيا أو التشريح في تغييرات كبيرة في النمط الظاهري الكيميائي. وفي كثير من الأحيان يتم تعريف الأنماط الكيميائية عن طريق المواد الكيميائية الأكثر وفرة التي ينتجها الفرد، وقد كان المفهوم مفيدًا في العمل الذي نفذه علماء البيئة الكيميائية وكيميائيو المنتجات الطبيعية. وفيما يتعلق بعلم الأحياء النباتية، تمت صياغة مصطلح "النمط الكيميائي" لأول مرة عن طريق الدكتور رولف سانتيسون وابنه يوهان في عام 1968 بأنه "...أجزاء مميزة كيميائيًا لأفراد لا يمكن تمييزهم من الناحية المورفولوجية.”
وفي علم الأحياء الدقيقة يُعد مصطلح "الشكل الكيميائي" أو "تشيموفار" من المصطلحات المفضلة في طبعة 1990 من المدونة الدولية لتسمية البكتيريا (ICNB)، ويشير المصطلح الأول إلى التركيب الكيميائي للكائن الحي بينما يعني المصطلح الثاني "إنتاج أو كمية إنتاج مادة كيميائية معينة". ولا يُحبذ استخدام المصطلحات التي تنتهي باللاحقة "نوع" وذلك لتجنب الخلط بينها وبين عينات النوع. تم إدخال المصطلحان "الشكل الكيميائي" و"تشيموفار" في الأساس في المدونة الدولية لتسمية البكتيريا في تعديل مقترح لقواعد التسمية التي تتعامل مع رتيبة فرعية من التصنيفات في جلسة 1962 للمؤتمر الدولي الميكروبيولوجي في مونتريال. وذكر التغيير المقترح أن اللائحة التي تنظم تسمية هذه الرتب، مثل النمط المصلي والنمط الشكلي، ضرورية لتفادي الخلط. في التوصية المقترحة 8أ(7)، طلبت هذه التوصية "السماح باستخدام مصطلحات "تشيموفار والنمط الكيميائي" وتعريف المصطلحات باعتبارها "تُستخدم لتعيين التقسيم الضمني للأنواع ليشمل أشكال التقسيم الضمني للأنواع أو سلالات تتميز عن طريق إنتاج بعض المواد الكيميائية التي لا تُنتج عادة من سلالة أحد الأنواع". وتمت الموافقة على تغيير القانون في أغسطس 1962 من قبل اللجنة القضائية للجنة الدولية للتسميات البكتريولوجية في المؤتمر الدولي الميكروبيولوجي الثامن في مونتريال.
ومن الأمثلة الجيدة للنبات الذي يتميز بأنماط كيميائية متعددة الأشكال هو الزعتر. في حين أنه لا يمكن تمييزه بدرجة كبيرة من حيث المظهر، قد يتم تعيين أنواع الزعتر في واحدة من سبعة أنواع كيميائية مختلفة، اعتمادًا على ما إذا كان العنصر الغالب في الزيت العطري هو الثيمول أو كارفاكرول أو لينالول أو جيرانيول أو سابينيني هيدرات (ثويانول) أو α-terpineol أو يوكاليبتول. وقد يُشار إلى مثل هذه الأنماط الكيميائية على أنها زعتر ثيمول (الزعتر الأحمر) أو زعتر جيرانيول (الزعتر الحلو) وغيره. ولا تحتوي هذه الإشارة على مكانة تصنيفية.
ونظرًا لأن الأنماط الكيميائية يتم تعريفها فقط عن طريق الأيض الثانوي الأكثر وفرة، قد يكون لها معنى عملي أقل على أنها مجموعة من الكائنات الحية التي تشترك في السمة ذاتها. وقد يحمل أفراد الأنماط الكيميائية ذاتها لمحات كيميائية مختلفة إلى حد كبير، تتفاوت في حالة توفر نوع من المواد الكيميائية التالية الأكثر وفرة. ويعني هذا أن الفردين اللذين يحملان نفس النمط الكيميائي قد يختلف أثرهما على آكلات العشب أو الملقحات أو المقاومة للآفات. حذرت دراسة أجراها كين كيفوفر رينج وزملاؤه في عام 2008 من أنه "...قد يكون هذا تقييمًا نوعيًا للغاية بشأن الوضع الكيميائي للفرد، وبموجبه قد يختفي التنوع الكيميائي الكبير.